# Shitao
Shitao (traditioneel Chinees: 石濤; 1642–1707) was een Chinees kunstschilder, dichter en kalligraaf die actief was tijdens de late Ming-periode en de vroege Qing. Hij wordt samen met Hong Ren (1610–1663), Kun Can (1612–1673) en Bada Shanren (1626–1705) gerekend tot de canon van de Vier Monniken; Ming-loyalisten die bekend waren om hun expressieve, niet aan conventies gebonden stijl.

## Namen
Shitao's echte naam was Zhu Ruoji (朱若極), maar gewoonlijk wordt naar hem gerefereerd met de kloosternaam 'Shitao', wat 'Stenen golf' betekent. Een andere kloosternaam van Shitao was Yuan Ji (原濟: 'Bron van redding'). Toen hij de boeddhistische orde verliet en zich bekeerde tot het taoïsme, nam Shitao de naam Da Dizi aan (大滌子: 'De pure'). Het was tegelijk de naam die Shitao zijn huis in Yangzhou gaf. Naast zijn kloosternamen had Shitao meer dan twintig omgangsnamen en artistieke namen. Bekende namen zijn onder andere Kugua Heshang (苦瓜和尚: 'Bittere kalebasmonnik') en Xia Zun Zhe (瞎尊者: 'Eerbiedwaardige blinde'). Sinds het begin van de 18e eeuw gebruiken publicaties buiten China ook de naam Daoji. Shitao heeft deze naam echter nooit gebruikt in zijn inscripties en zegels.

## Biografie

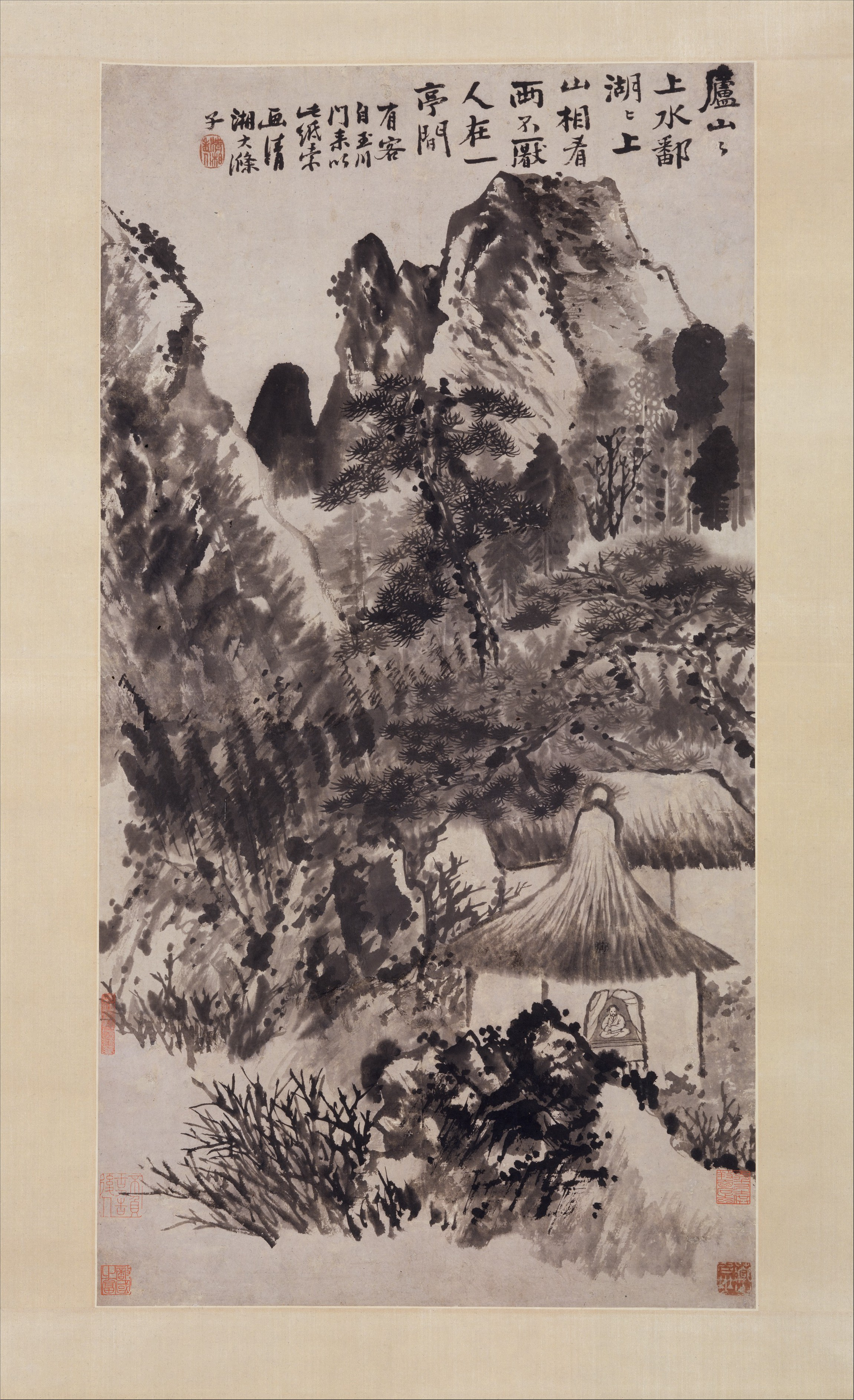
Kluizenaarswoning op de Lushan, hangende rol met gewassen inkt op papier, collectie Metropolitan Museum of Art

Shitao werd in 1642 als Zhu Ruoji geboren in de omgeving van het afgelegen Guilin, in de provincie Guangxi. Hij was de zoon van de prins van Jingjiang, een nakomeling van de Ming-prins Zhu Quan (1378–1448). Toen de Mantsjoes in 1645 het zuiden van China overvielen, stierf Shitao's vader na zijn poging om de keizerlijke troon op te eisen. Shitao vluchtte op vierjarige leeftijd met een bediende naar Guilin.
Shitao leidde in zijn jeugdjaren een zwervend bestaan. Om politieke vervolging te voorkomen werd hij een chàn-monnik, net als zijn neef van Bada Shanren. In 1651 trad hij op jonge leeftijd toe in een boeddhistisch klooster in Wuchang. Tijdens de jaren '50 en '60 maakte hij tochten langs de Jangtsekiang en bezocht beroemde bergen.
Aan het eind van de jaren '60 verhuisde Shitao naar de omgeving van de Huangshan in de provincie Anhui. Hier maakte hij kennis met de individualistische Anhui-school. Shitao raakte bevriend met Mei Qing (ca. 1623–1697) en zijn vroege schilderwerken vertonen veel invloeden van diens schilderstijl.  Rond 1680 betrok Shitao een chàn-klooster in Nanjing, om in 1687 naar het welvarende Yangzhou te verhuizen. Pas hier erkende hij publiekelijk zijn koninklijke afkomst.
Naar verluidt maakte Shitao in 1684 in het Changgan-klooster kennis met de Qing-keizer Kangxi. Toen deze op een van zijn tournees Yangzhou bezocht, toonde hij belangstelling voor Shitao's schilderwerken. Van 1690 tot 1692 bezocht Shitao de Qing-hoofdstad Peking. Hij trachtte tevergeefs om te worden aangesteld als hofschilder, maar raakte desondanks verzoend met het Mantsjoe-régime. In 1693 keerde Shitao terug naar Yangzhou. Rond 1696 bekeerde hij zich tot het taoïsme en het jaar daarop betrok hij een studio waar hij lesgaf in de schilderkunst. Shitao stierf in 1707 te Yangzhou.

## Werken

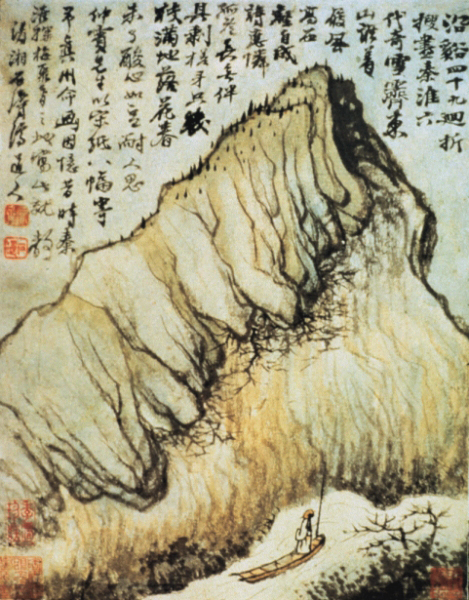
Herinneringen van Qin-Huai, albumblad met gewassen inkt en kleur op papier. Deze surrealistische schildering behelst de plaats van de mens in de natuur. De berg lijkt over te hellen naar de monnik, waardoor de relatie met de natuur tweeledig lijkt.

Het oeuvre van Shitao omvat een groot aantal traditionele genres in de Chinese schilderkunst, zoals shan shui-landschappen, vogel- en bloemschilderingen en bamboeschilderingen. Samen met zijn neef Bada Shanren behoorde Shitao tot de meest spraakmakende individualisten onder de Qing-meesters. Hij verwierp de orthodoxe conventies zoals bijvoorbeeld de Zes Meesters van de vroege Qing-periode hanteerden. Shitao respecteerde de werken van oude meesters, maar zag deze eerder als een fundament voor verdere innovatie dan als modellen om te kopiëren. Hij schreef hierover: "Het nauwgezet schilderen in de stijl van andere scholen is hetzelfde als het opdrinken van hun overgebleven soep". Nadat Shitao zich had geoefend in de stijlen van diverse scholen, greep hij terug naar de natuur en zijn verbeeldingskracht als belangrijkste inspiratiebronnen.
De moderne kunstschilder Liu Haisu (1896–1994) omschreef Shitao als de voorvader van de moderne Chinese kunst. Shitao's stijl was beïnvloed door innovatieve voorgangers als Ni Zan (1301–1374), maar was in veel opzichten vernieuwend. Shitao gebruikte een groot aantal nieuwe technieken voor inktwassingen. Hij was ook vernieuwend in zijn penseelhantering, zijn gedurfd kleurgebruik en zijn vernuftige composities. Shitao gebruikte grote witvlakken om ruimte te suggereren en plaatste zijn gekalligrafeerde gedichten zodanig, dat ze een levendig geheel vormden met de schildering zelf.
Shitao stond afkerig tegenover de intellectualisering van de schilderkunst in zijn tijd. Volgens hem verstoorden de complexe composities en technieken de creativiteit van de kunstenaar. Shitao's individualistische vrije stijl maakt zijn werk moeilijk te canoniseren. In zijn essay Commentaar op de schilderkunst (畫語錄: Huayulu) beweerde Shitao: "geen methode, dat is mijn methode". Deze kijk op de schilderkunst werd door veel andere chàn-kunstenaars gedeeld. Zij streefden naar een de geest die zuiver en leeg is. Schilderen zonder methode is voor hen een spontane expressie die niet wordt geremd door conventies.

### Afbeeldingen

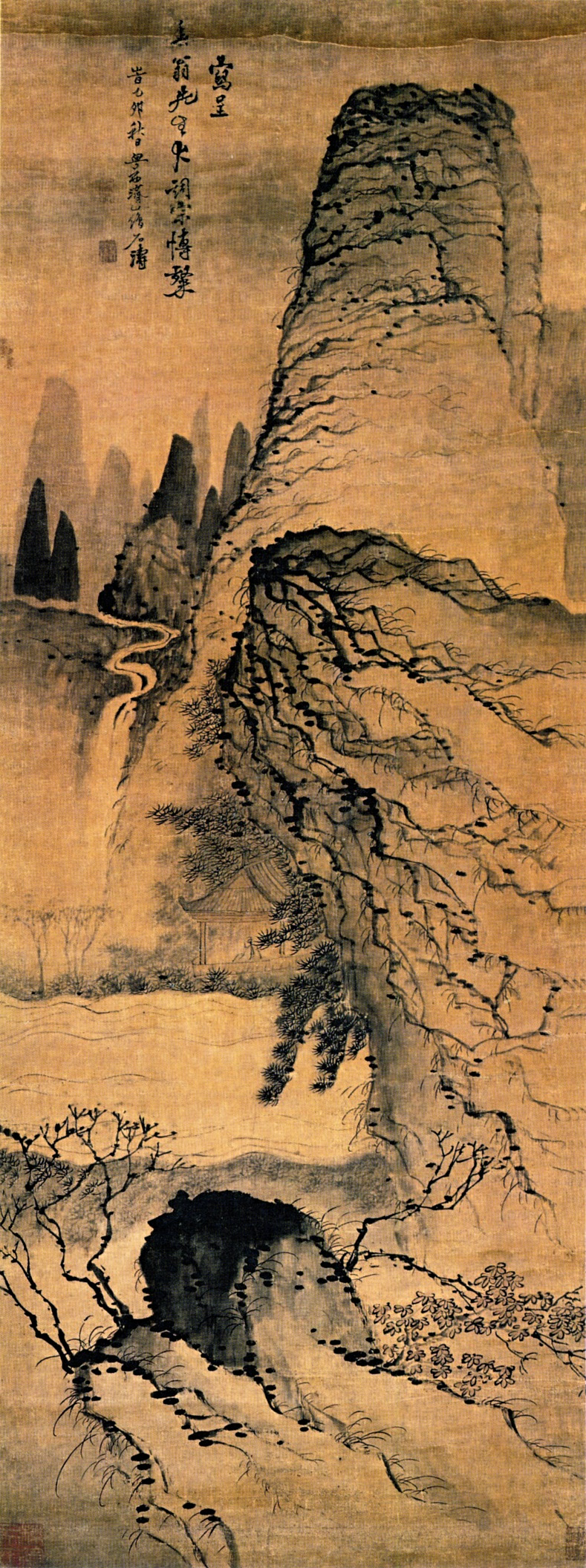
Dennenpaviljoen bij een bron
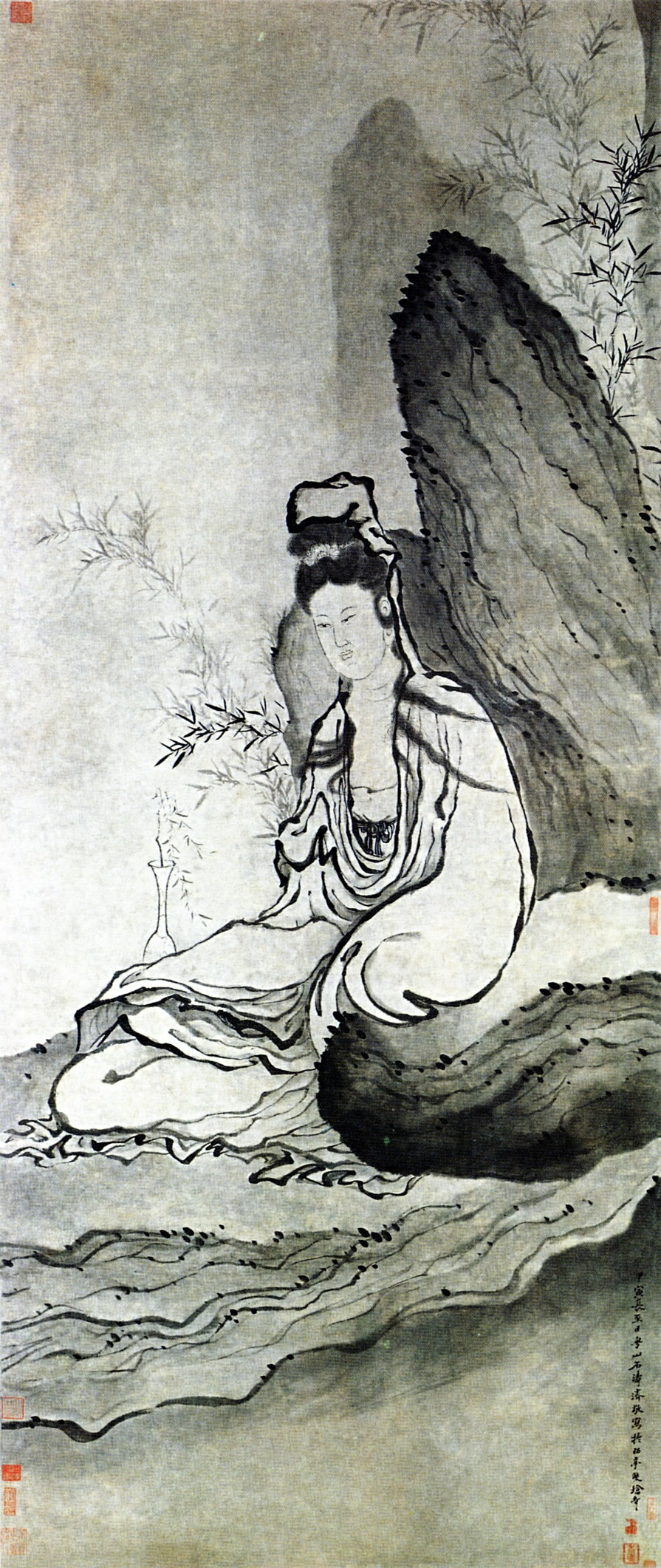
Guan Yin Bodhisattva
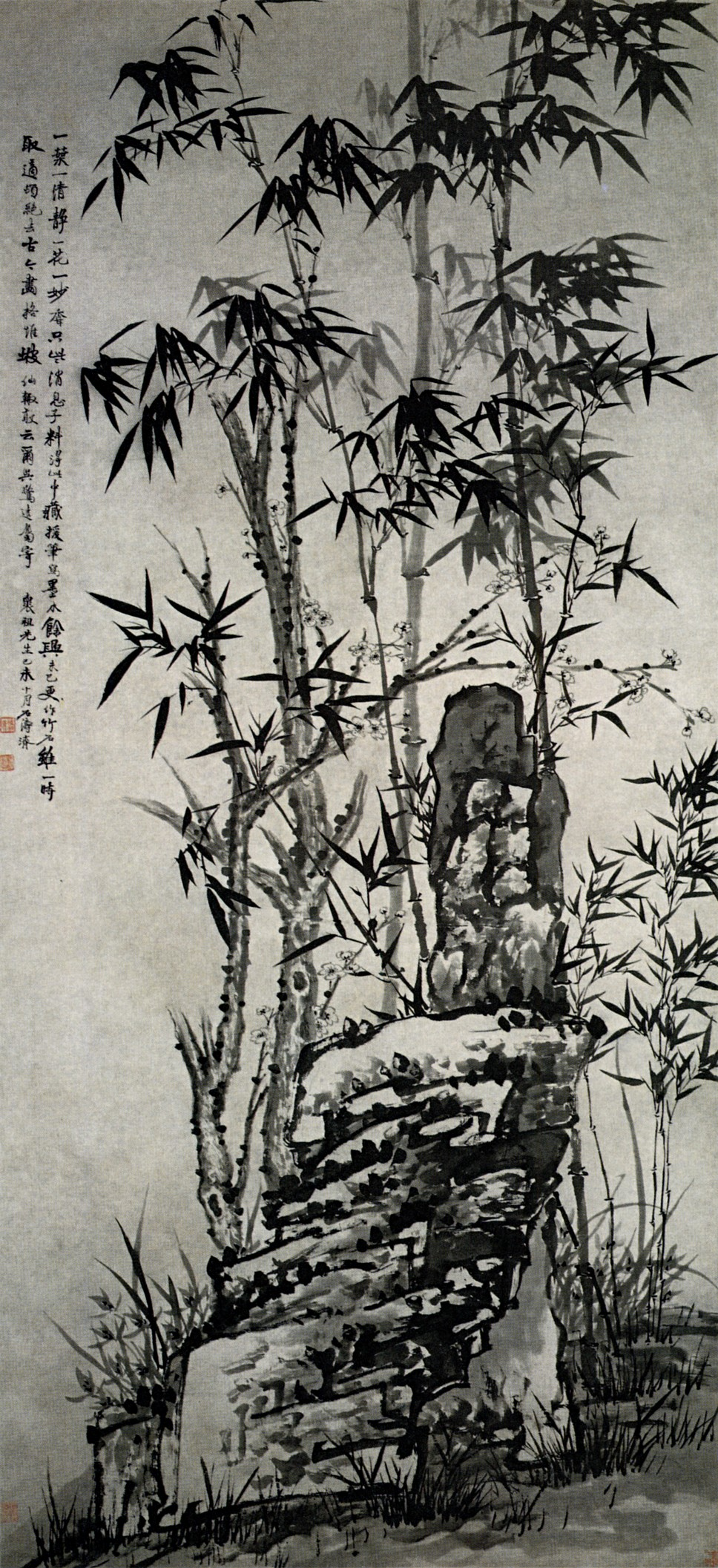
Bamboe, rots en pruimenbloesem
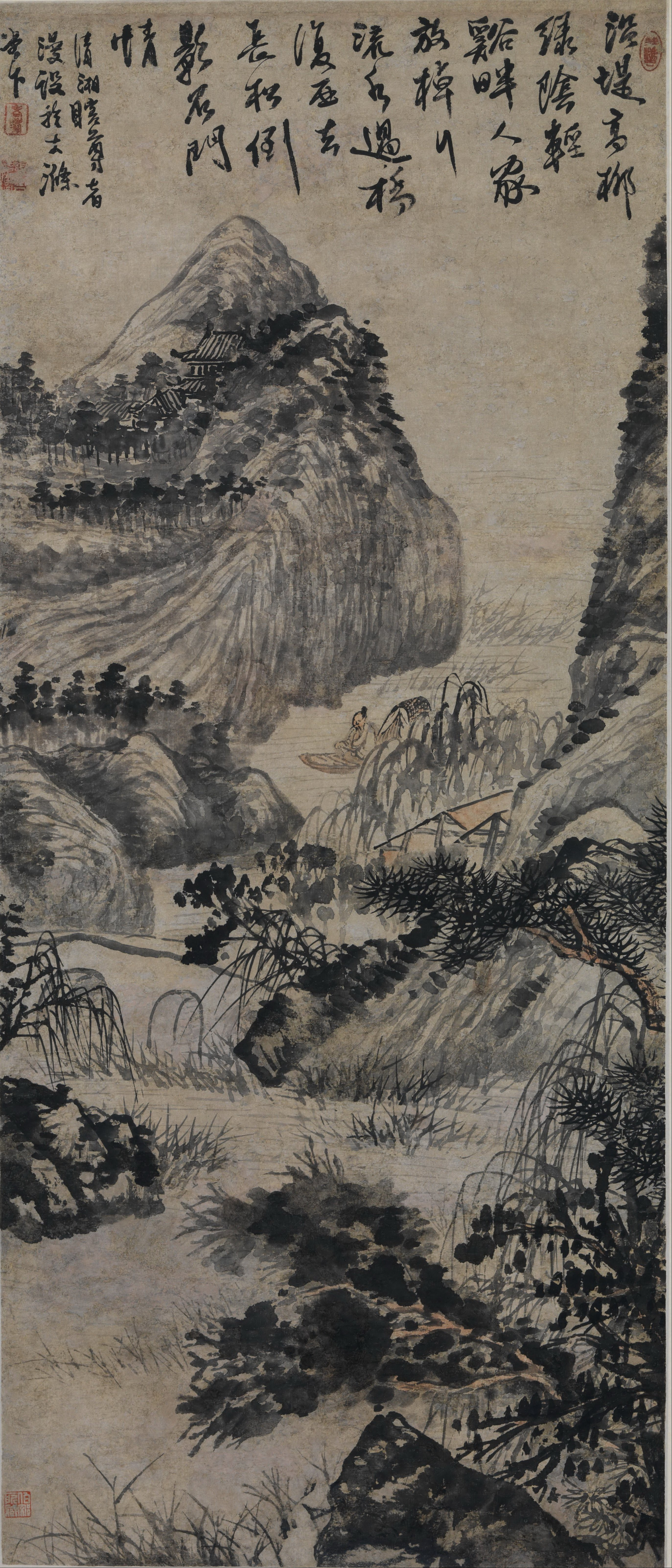
Varen op een wilgenstroom
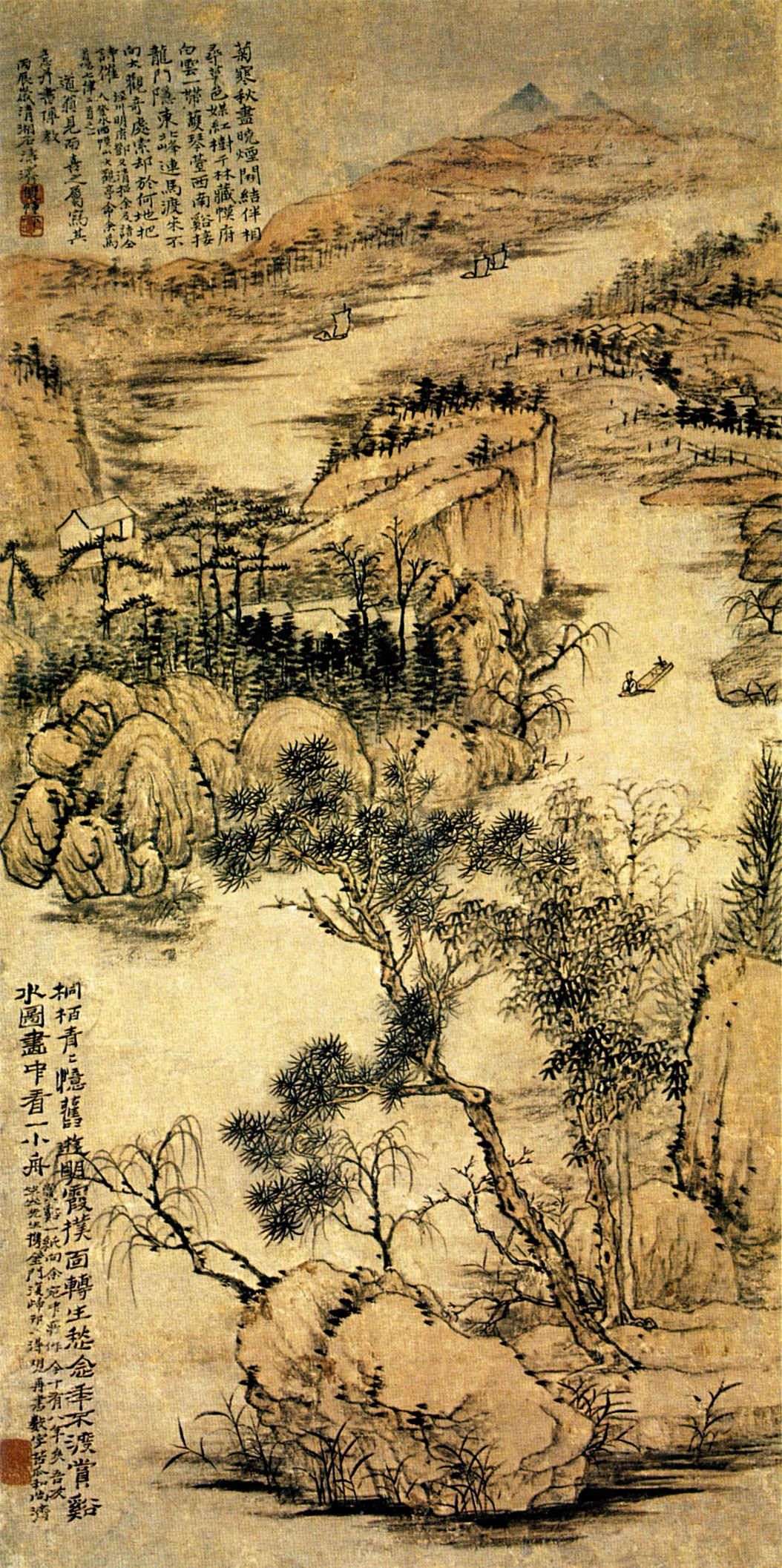
Heldere stroom met een kleine boot

- Gemeinsame Normdatei: 118753924
- International Standard Name Identifier: 0000 0000 5813 4504
- Library of Congress Control Number: n79077514
- National Gallery of Victoria: 7366
- Nationale Bibliotheek van Tsjechië: jn19981002190
- Nationale Bibliotheek van Israël: 987007308353205171
- RKD-Nederlands Instituut voor Kunstgeschiedenis: 329711
- Istituto Centrale per il Catalogo Unico: PUVV201736
- LIBRIS: 299976
- Système universitaire de documentation: 027136892
- Union List of Artist Names: 500125620
- Virtual International Authority File: 37435130